# علامت ابدیت ارمنی

گردونه مهر ارمنی

علامت ابدیت ارمنی ⟨֎ ֍⟩ (ارمنی: Հավերժության նշան) یا آروِکچ (Արեւախաչـ به معنی گردونه مهر) نوعی نماد باستانی و ملی ارمنی، و سمبولی از هویت ملی مردم ارمنی هست.
علامت ابدیت نوعی سواستیکا منحنی، و یکی از رایج‌ترین علائم در معماری ارمنی هست که در چلیپاسنگ، کلیسا و نماد‌های مرتبط با مردم ارمنی به کار برده می‌شود.

## معانی و استفاده
در فرهنگ ارمنی در سده‌های میانه، علامت ابدیت نشان‌دهنده جاودانگی زندگی الهی هست. همچنین این علامت، سمبولی از خورشید، زندگی، آتش، باروری و خوش شانسی هست. گهواره نوزاد دختر با جهت چپ ⟨֎⟩، و گهواره نوزاد پسر با جهت راست ⟨֍⟩ علامت ابدیت تزیین می‌شد. دایره در این علامت، نشانه حرکت و گذار از زندگی به مرگ هست.
از سده اول قبل از میلاد، این علامت در سنگ های یادبود به کار می‌رفت. بعدا علامت ابدیت از عناصر چلیپاسنگ‌ شد. این علامت در طول تاریخ تغییرات متعددی کرد و ساختارش پیچیده‌تر شد. این علامت معمولا هشت شاخه دارد؛ اگرچه امروزه رواج سواستیکا هشت شاخه در نتیجه ممنوعیت استفاده از سواستیکا چهار شاخه توسط اتحاد جماهیر شوروی در سال ۱۹۲۲ هست. «سواستیکا» در ارمنستان واژه بیگانه محسوب، و به عنوان علامت حزب نازی شناخته می‌شود.
از قرن هشتم، استقاده از علامت ابدیت، یک سنت دیرینه و ملی مردم ارمنی هست.  این علامت در دیوار کلیسا، سنگ قبر و دیگر مکان‌های یادبود به کار می‌رود. علامت ابدیت در کلیسا‌هایی مانند کلیسای ماشتوتس هایراپت، صومعه هورومایر، نور واراگاوانک و تسیتسرناوانک پیدا می‌شود.  علامت مشابهی در نقوش برجسته  مسجد بزرگ دیوریغ به کار رفته هست. از علامت ابدیت در نگارگری ارمنی، مینیاتوری، فرش، جواهرات، و پوشاک استفاده می‌شود.
علامت ابدیت در لوگو‌های دولتی ارمنستان، سازمان‌های دولتی و غیر دولتی ارمنستان و مهاجران ارمنی، و  در سکه‌های یادبودی به کار رفته هست.
از این علامت در آیین هتانیسم استفاده می‌شود و پیروان این آیین، آن را آروِکچ می‌نامند. (به معنی گردونه مهر- Արեւախաչ)

## یونی‌کد

علامت ابدیت ارمنی در یونی‌کد

در نسخه ۷.۰ یونی‌کد که در ژوئن ۲۰۱۴ منتشر شد، علامت ابدیت در دو جهت چپ ⟨֎⟩، و راست ⟨֍⟩ گنجانده شده بود.

## نگارخانه

#### کلیسا

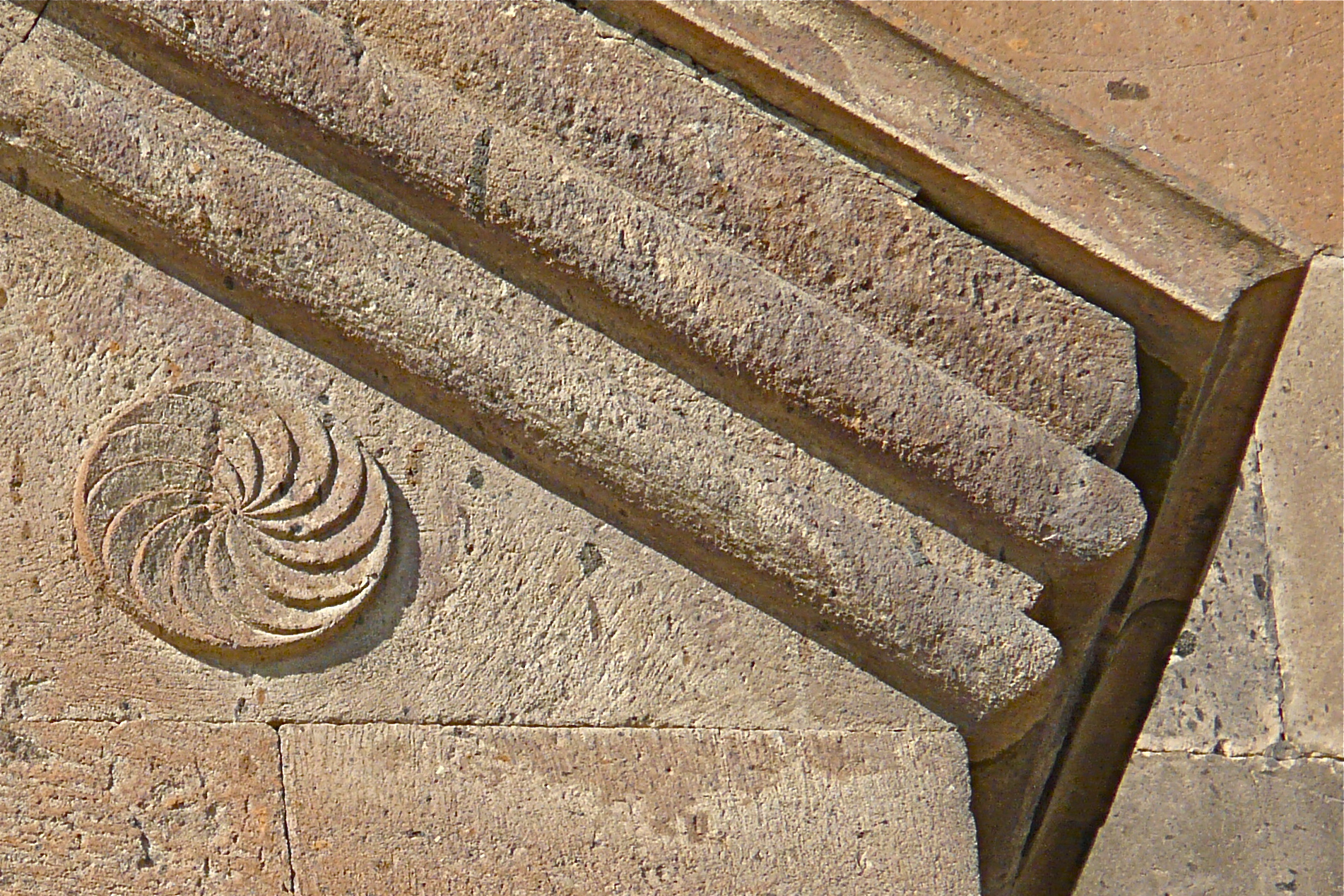
کلیسای هریپسیمه مقدس، واغارشاپات.(قرن۷)
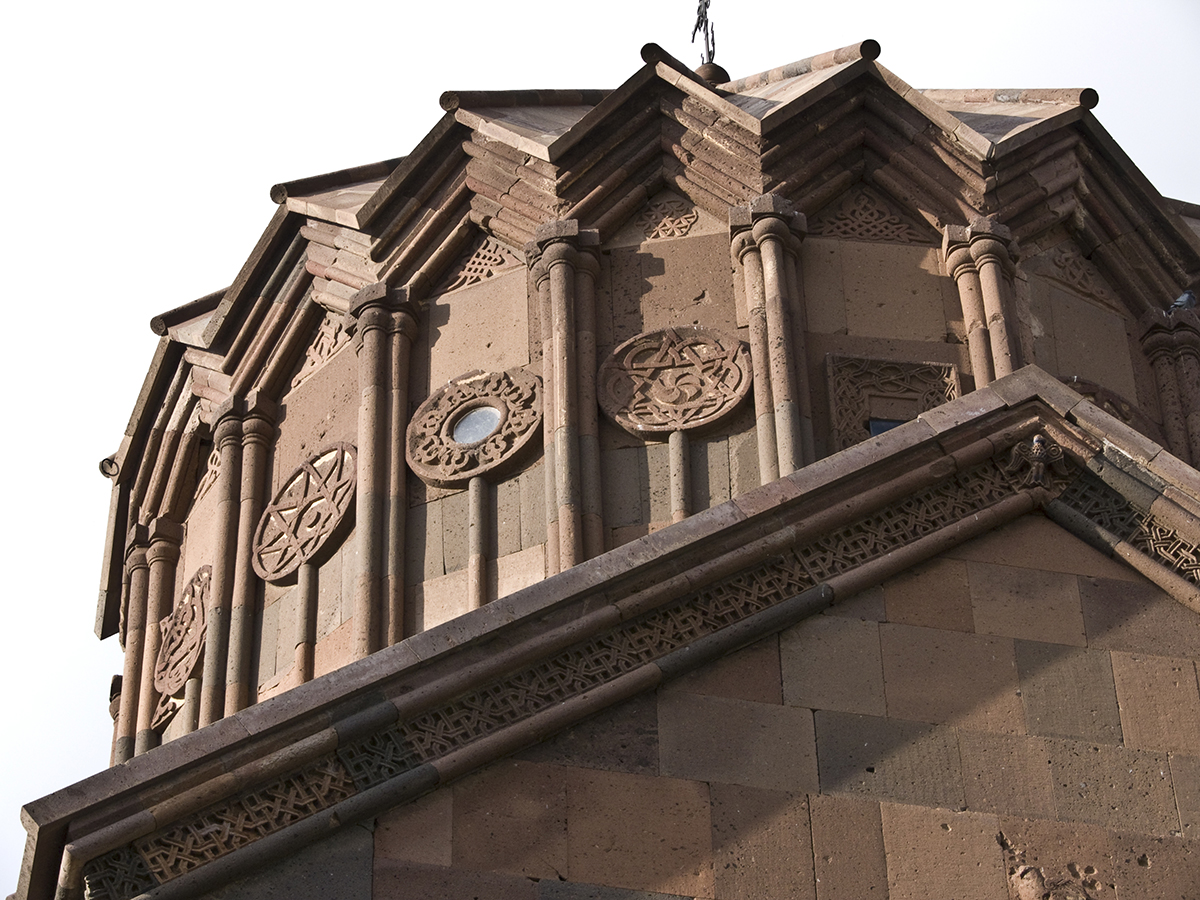
طاق ابدیت در کلیسای جامع، هاریچاوانک (قرن ۱۳)
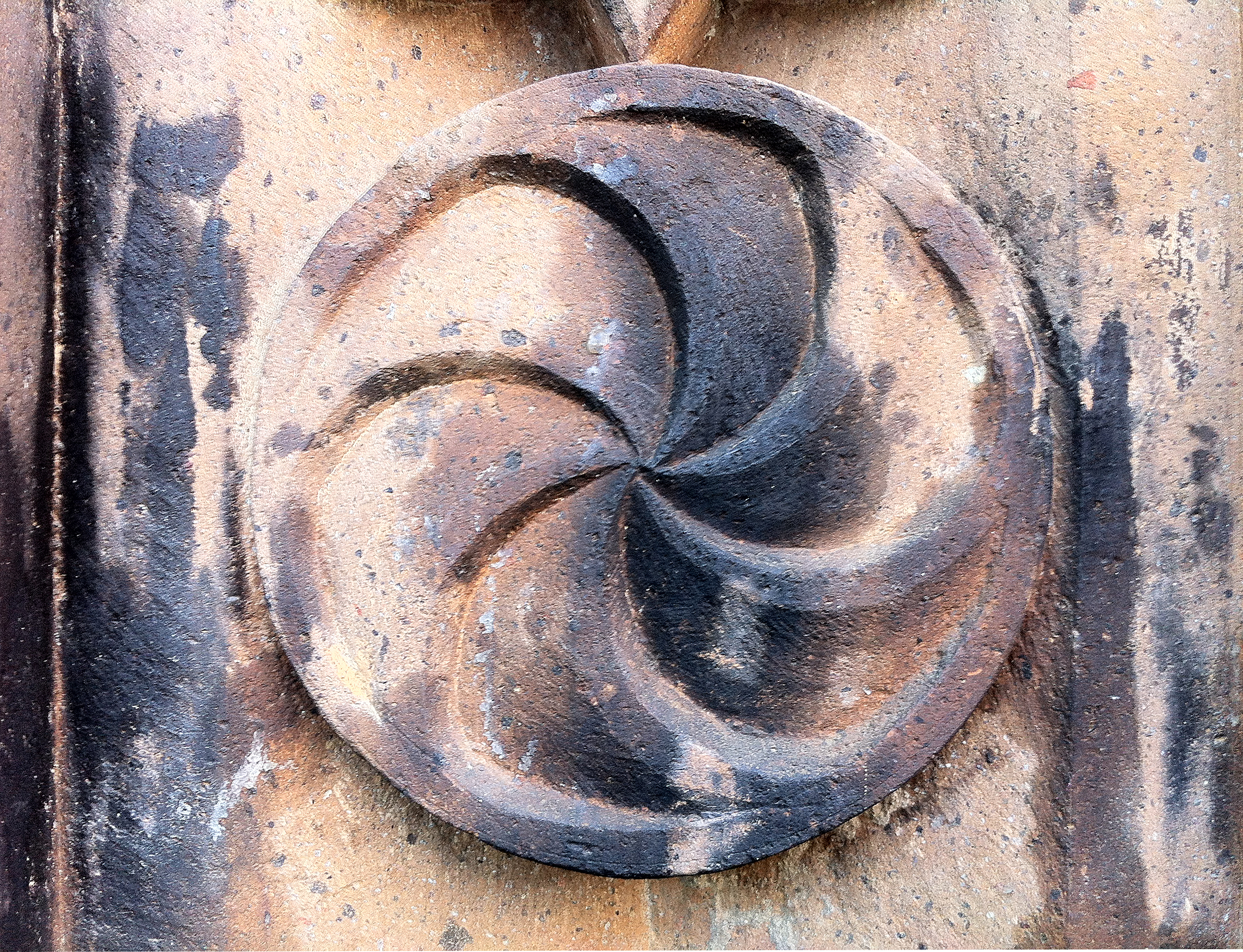
ماکاراوانک، در نزدیکی  آچاجور (قرن ۱۰)

#### بناهای امروزی

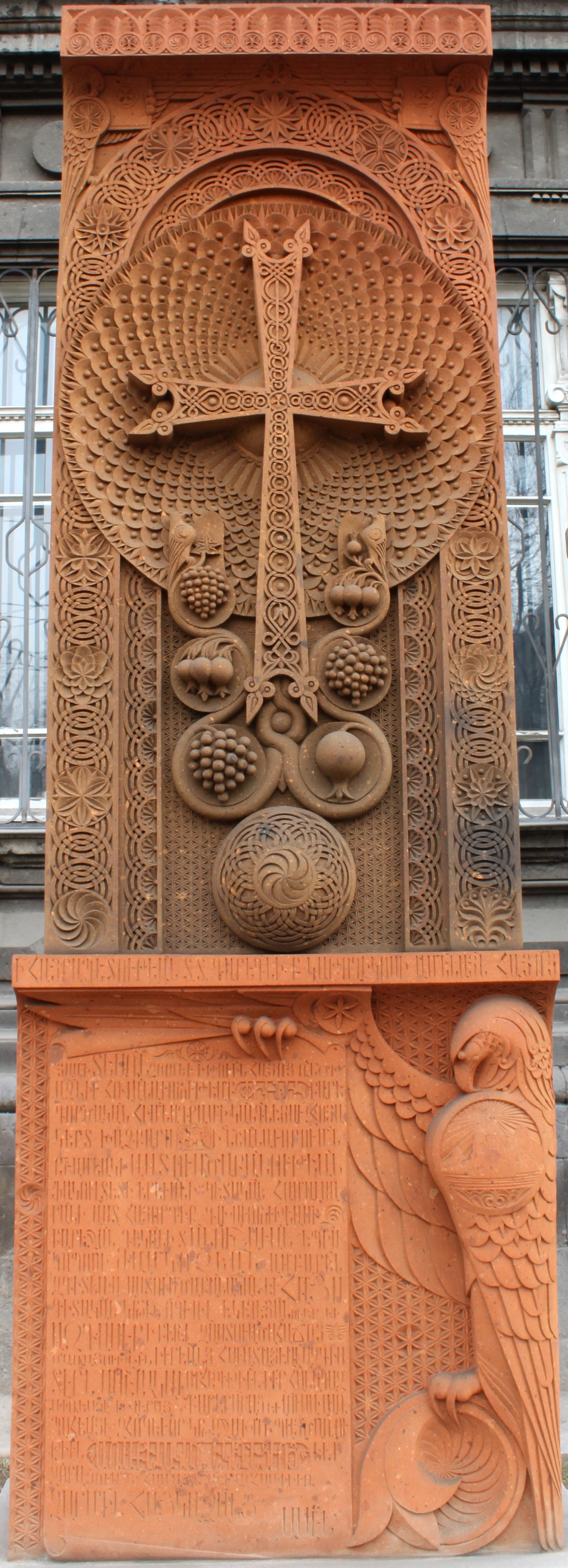
چلیپاسنگ مدرن در ایروان.
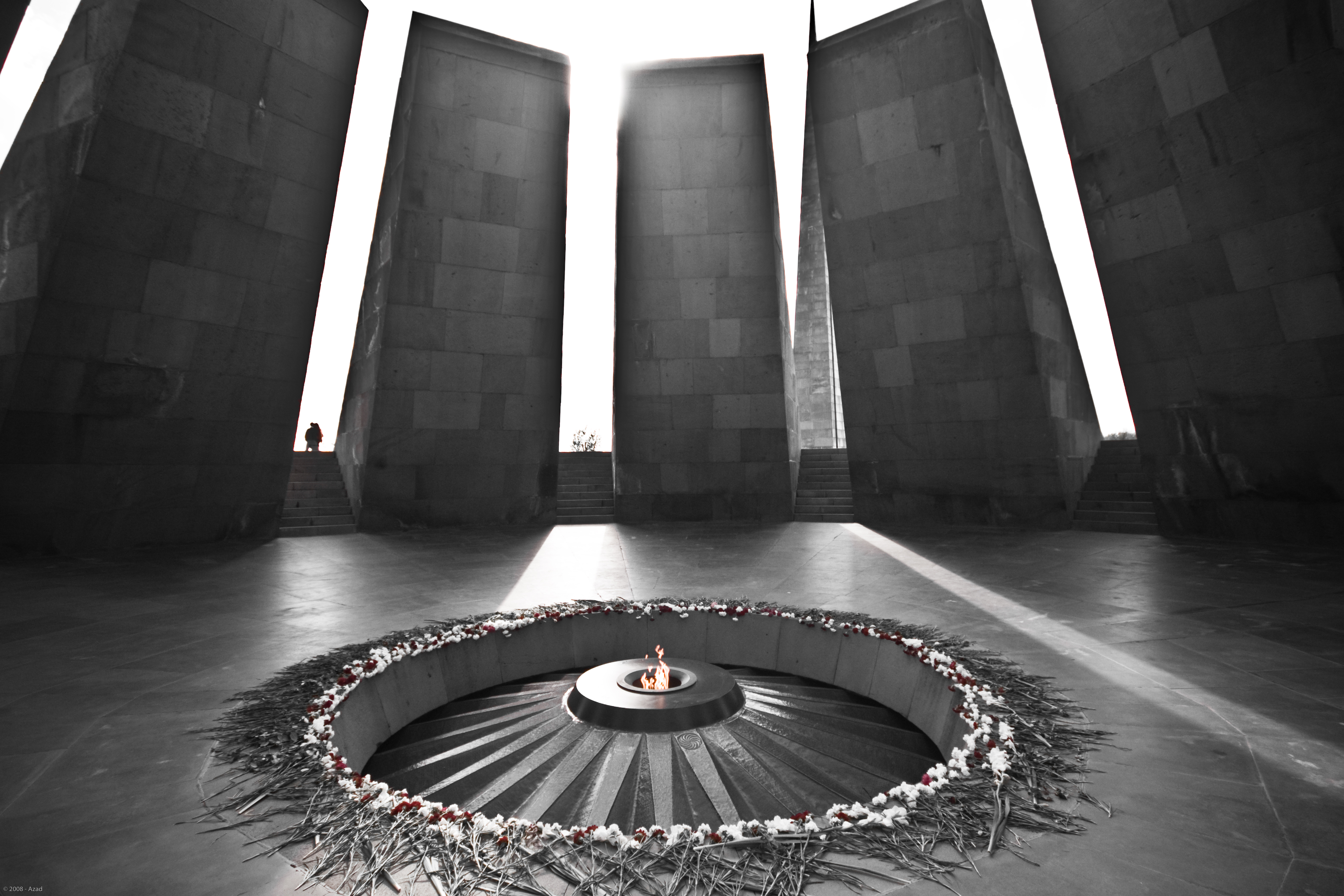
یادبود نسل‌کشی ارمنی‌ها، ایروان ۱۹۶۵
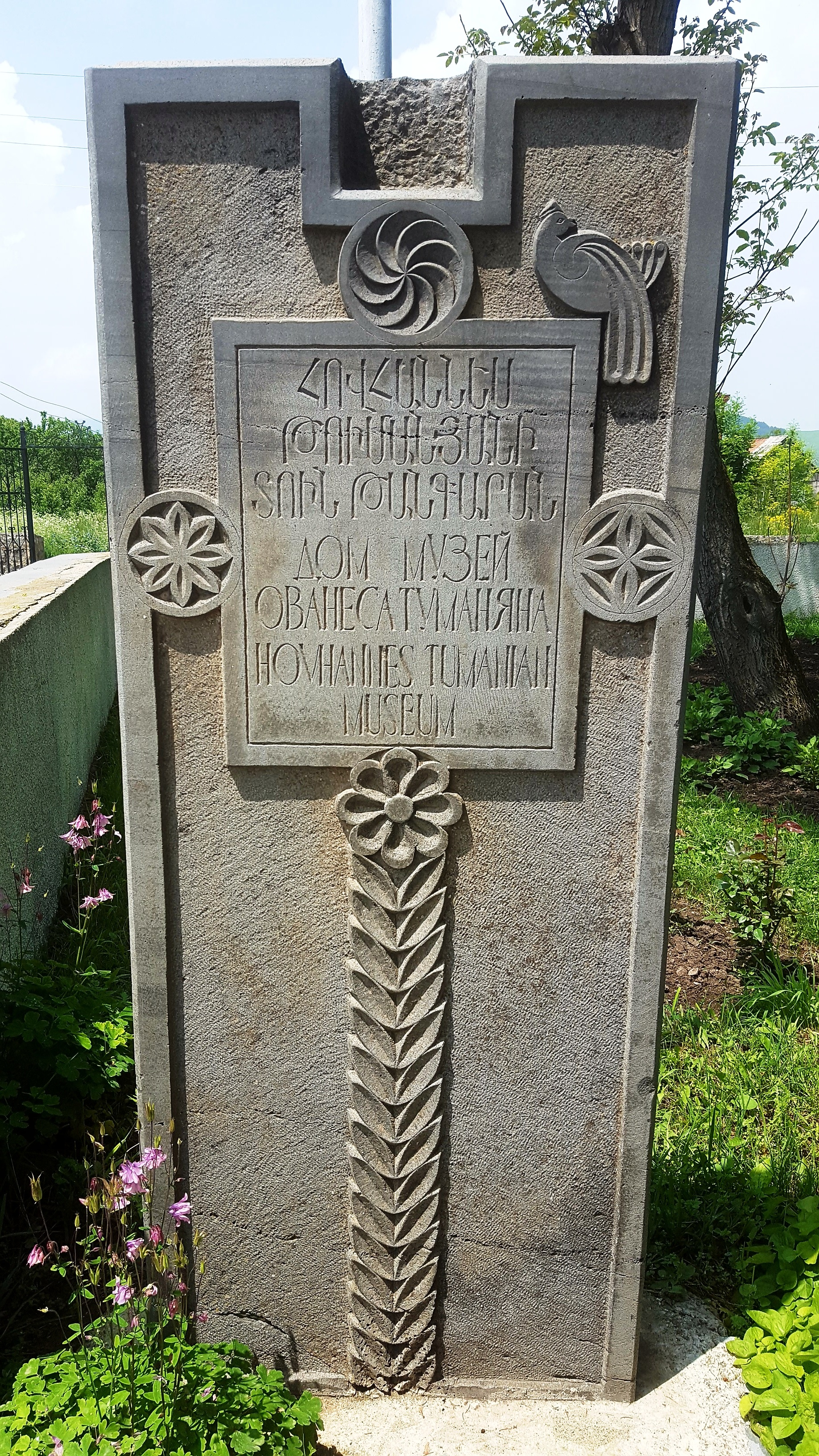
ورودی موزه هوهانس تومانیان در نزدیکی دسق.

#### لوگو و سکه‌های یادبود

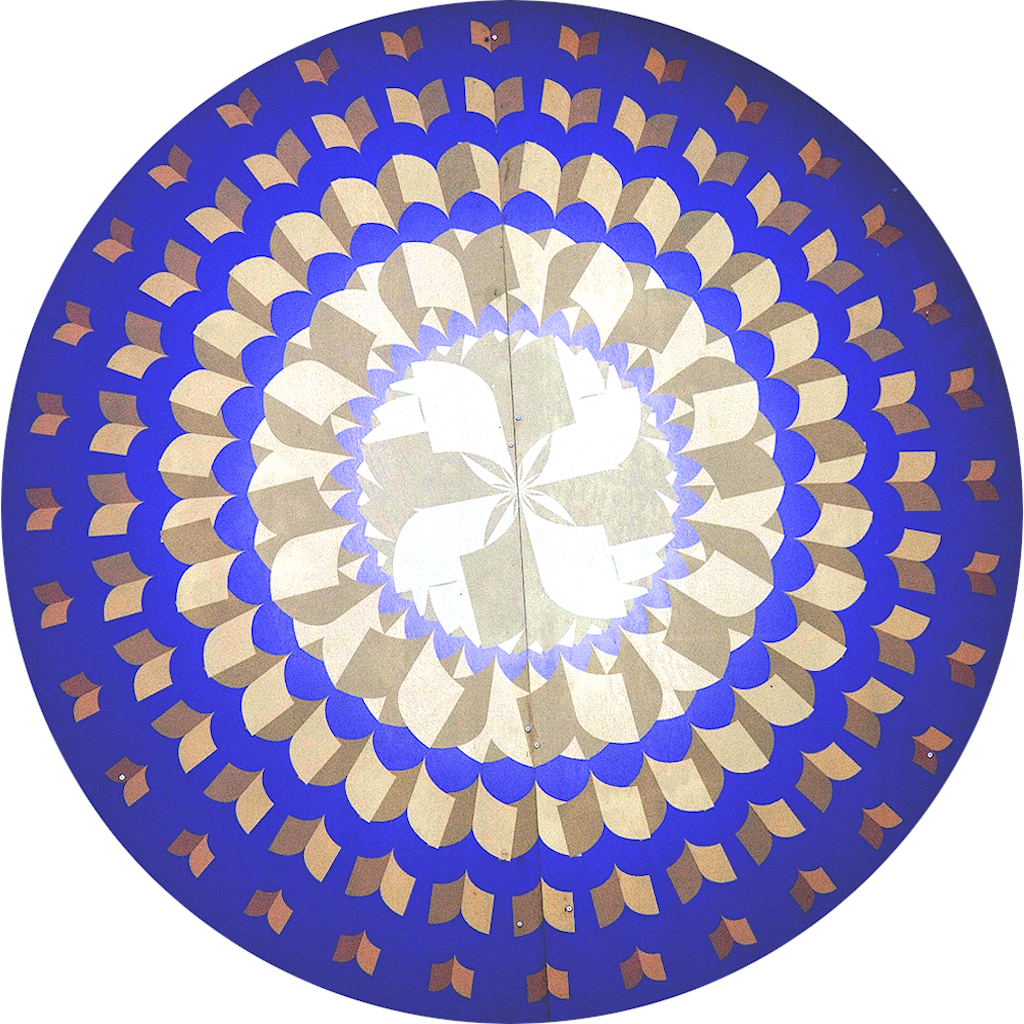
نماد کتابخانه ملی ارمنستان
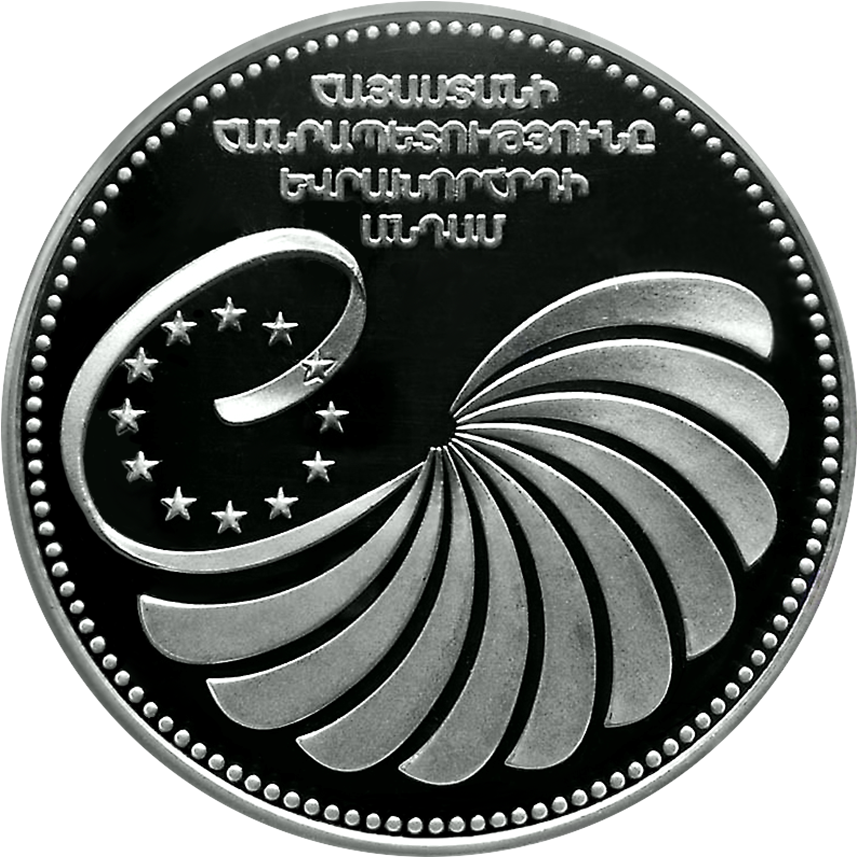
سکه یادبود پیوستن ارمنستان به اتحادیه اروپا در ۲۵ ژانویه ۲۰۰۱
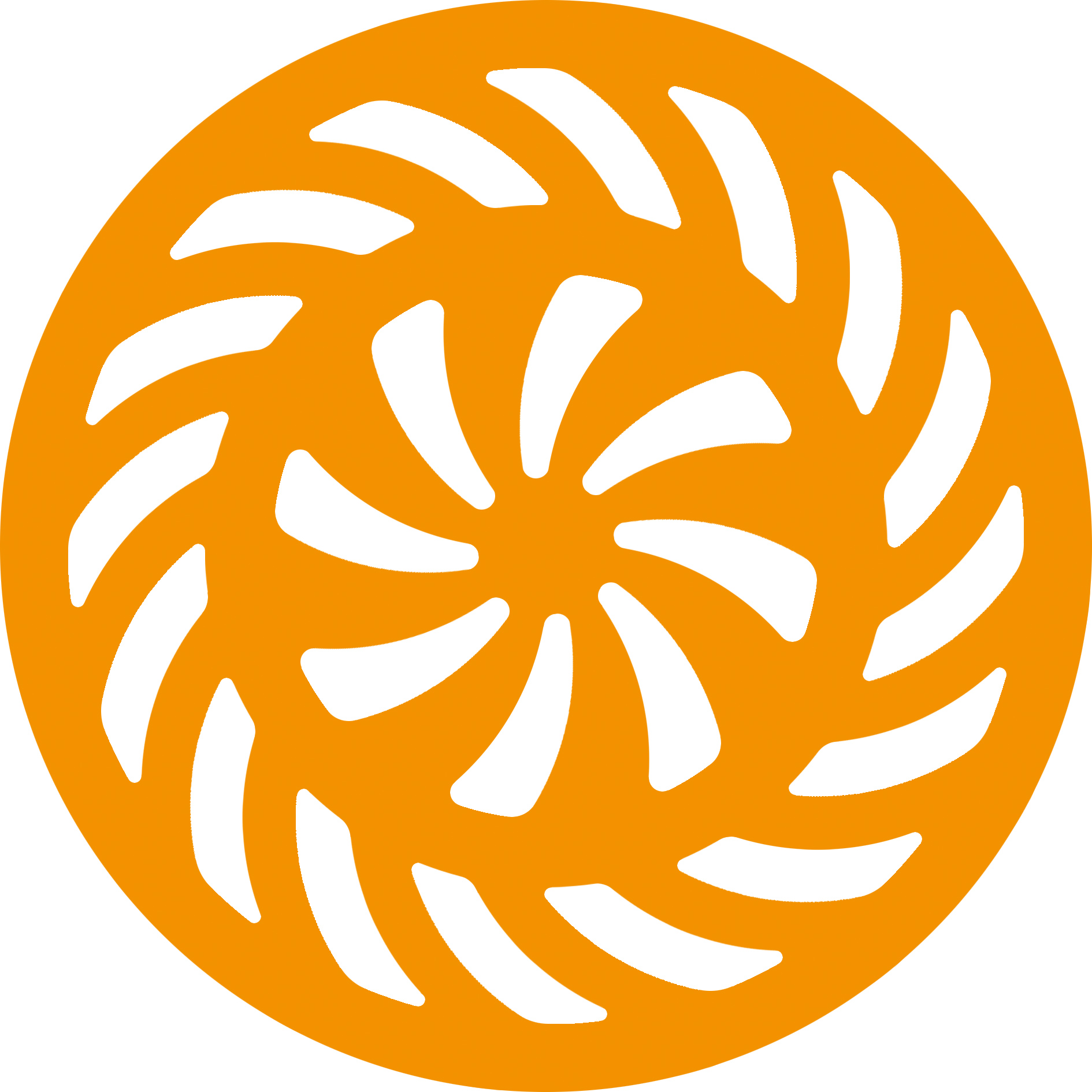
نماد موزه هنرهای مردمی در ایروان.